# Gouvernement Sănătescu I
Roumanie
Dictature d'Antonescu Sănătescu II
Le gouvernement Sănătescu I est le gouvernement de la Roumanie du 23 août au 3 novembre 1944.

## Composition
- Le président du conseil des ministres

Iuliu Maniu (23 août - 3 novembre 1944) 
- Ministre secrétaire d'État

Constantin IC Brătianu (23 août - 3 novembre 1944) 
- Ministre secrétaire d'État

Lucrețiu Pătrășcanu (23 août - 3 novembre 1944) 
- Ministre secrétaire d'État

Constantin Titel-Petrescu (23 août - 3 novembre 1944) 
- Ministre secrétaire d'État

Grigore Niculescu-Buzești (23 août - 3 novembre 1944) 
- Ministre d'État au ministère de la guerre (depuis le 1er septembre 1944, ministre de la guerre )

Général Ioan Mihail Racoviță (23 août - 3 novembre 1944) 
- Ministre secrétaire d'État aux Affaires étrangères

Général Aurel Aldea (23 août - 3 novembre 1944) 
- Ministre secrétaire d'État au ministère de l'intérieur

Général Nicolae Marinescu (23 août - 3 novembre 1944) 
- Ministre secrétaire aux départements de l'économie nationale et des finances

Général Gheorghe Potopeanu (23 août - 13 octobre 1944) 
ad int. Général Constantin Sănătescu (13 octobre - 3 novembre 1944)
- Ministre secrétaire d'État au travail, à la santé et à la protection sociale (depuis le 1er septembre 1944, ministre du travail, de la santé publique et de la protection sociale )

Le général Ion Boițeanu (23 août - 3 novembre 1944) 
- Ministre secrétaire d'État au ministère de l'agriculture et des domaines

Dimitrie D. Negel (23 août - 3 novembre 1944) 
- Secrétaire d'État au ministère de la Culture nationale et des Affaires religieuses (le 1er septembre 1944, ministre de la Culture nationale et des Affaires religieuses )

Général Constantin Eftimiu (23 août - 3 novembre 1944) 
- Ministre secrétaire d'État aux travaux publics et aux communications

- Ministre secrétaire d'État au ministère de la justice

ad int. Lucrețiu Pătrășcanu (23 août - 7 septembre 1944) 
Aureliu Căpățână (7 septembre - 4 octobre 1944) ,
ad int. Dimitrie D. Negel (4 octobre - 3 novembre 1944)

## Source et références
- Stelian Neagoe - "L'histoire des gouvernements roumains du début - de 1859 à nos jours - 1995" (Ed. Machiavelli, Bucarest, 1995)
- Rompres